# Liste der Kulturdenkmäler in Herschbach
In der Liste der Kulturdenkmäler in Herschbach sind alle Kulturdenkmäler der rheinland-pfälzischen Ortsgemeinde Herschbach aufgeführt. Grundlage ist die Denkmalliste des Landes Rheinland-Pfalz (Stand: 21. Dezember 2021).

## Denkmalzonen
| Bezeichnung                                 | Lage                       | Baujahr                            | Beschreibung | Bild                           |
| ------------------------------------------- | -------------------------- | ---------------------------------- | --- | ------------------------------ |
| Denkmalzone Wallfahrtskirche St. Laurentius | nordöstlich des Ortes Lage | zweite Hälfte des 13. Jahrhunderts | jetzt Waldfriedhofskapelle; Chor aus der zweiten Hälfte des 13. Jahrhunderts, Schiff im 15. Jahrhundert spätgotisch erneuert, Dachreiter und Südpforte von 1753 (?); Gesamtanlage mit Kirchhof und Kreuzweg von 1903: 14 Stationen entlang der vom nördlichen Ortsrand zur Wallfahrtskirche führenden Allee | weitere Bilder Fotos hochladen |

## Einzeldenkmäler
| Bezeichnung                      | Lage                               | Baujahr                              | Beschreibung                                                                | Bild                           |
| -------------------------------- | ---------------------------------- | ------------------------------------ | --------------------------------------------------------------------------- | ------------------------------ |
| Brunnen                          | Hauptstraße, gegenüber Nr. 43 Lage | zweite Hälfte des 19. Jahrhunderts   | gusseiserner Laufbrunnen, zweite Hälfte des 19. Jahrhunderts                | weitere Bilder Fotos hochladen |
| Katholische Pfarrkirche St. Anna | Heinrich-te-Poel-Straße Lage       | 1765–68                              | Saalbau, 1765–68, Architekt Johannes Seiz, Sakristei 1844; am Turm Kruzifix | weitere Bilder Fotos hochladen |
| Gemeindehaus                     | Heinrich-te-Poel-Straße 1 Lage     | drittes Viertel des 19. Jahrhunderts | neunachsiger Walmdachbau, drittes Viertel des 19. Jahrhunderts              | weitere Bilder Fotos hochladen |
| Wohnhaus                         | Mühlenweg 1/2 Lage                 | 17. oder 18. Jahrhundert             | verputztes Fachwerk-Doppelwohnhaus, wohl aus dem 17. oder 18. Jahrhundert   | BW                             |
| Brunnen                          | Rheinstraße, vor Nr. 1 Lage        | zweite Hälfte des 19. Jahrhunderts   | gusseiserner Laufbrunnen, zweite Hälfte des 19. Jahrhunderts                | weitere Bilder Fotos hochladen |